# Rolls-Royce RB.141 Medway
Le Rolls-Royce RB.141 Medway était un gros turboréacteur à faible taux de dilution, conçu, produit et testé comme prototype par la société britannique Rolls-Royce Limited au début des années 1960. Le projet fut annulé en raison de changements au niveau des besoins du marché du moment, les mêmes qui menèrent d'ailleurs au développement du plus petit mais similaire Rolls-Royce Spey, et l'annulation du projet de l'avion de transport militaire Armstrong Whitworth AW.681.

## Conception et développement
Conçu par une équipe dirigée par Alan Arnold Griffith, le RB.141 fut initialement conçu pour correspondre aux nouveaux besoins de motorisation du projet d'avion de ligne de Havilland DH.121, qui devint plus tard le célèbre Hawker-Siddeley Trident. Le moteur fut ensuite nommé d'après un nom de rivière, comme c'était systématiquement le cas pour les turboréacteurs de la compagnie, la rivière Medway. Le DH.121 lui-même était en cours de conception pour répondre aux besoins et spécifications émis par la compagnie British European Airways (BEA) en février 1958, et quand ces besoins furent modifiés pour finalement aboutir à un appareil plus petit, le Medway sous sa forme initiale ne fut plus nécessaire.
Comme une quantité plutôt importante d'argent avait déjà été investie dans le développement de ce moteur, il fut décidé de continuer à travailler dessus et de le modifier pour l'adapter à un autre projet d'avion futur, l'avion de transport militaire ADAV Armstrong Whitworth AW.681. Une grosse modification fut appliquée à la partie arrière du moteur pour lui intégrer deux déflecteurs de jets, lesquels permettaient aux gaz de s'échapper via des tuyères pivotantes, de la même manière que sur moteur du futur Harrier, le Rolls-Royce Pegasus. Toutefois, ce projet fut lui-aussi abandonné et cet événement marqua la fin définitive du développement du Medway, le constructeur reportant désormais son attention sur le plus petit mais très similaire Spey, ce dernier étant en fait essentiellement un Medway en réduction et incorporant des avancées techniques plus modernes.
Une autre application possible pour ce moteur fut le Saab 37 Viggen, mais un manque de financement de la part du gouvernement britannique fut déclaré comme étant la cause de l'annulation de cette commande.
En décembre 1963, le Medway totalisait avec succès plus de 1 700 heures de fonctionnement sur banc d'essais. Seulement neuf exemplaires de ce moteur furent fabriqués.

## Versions
- RB.140 : Première version pour le développement, 36 kN de poussée ;
- RB.141 Medway : Version pour utilisation dans le DH.121 ;
- RB.142 Medway : Version à poussée vectorisée pour l'AW.681 ;
- RB.174 Medway : Développement avancé pour usage civil ;
- RB.177 Medway : Développement avancé pour usage militaire, d'une poussée de 66,72 kN, proposé pour le Saab 37 Viggen. La commande a été annulée[4].

## Applications prévues
- Armstrong Whitworth AW.681
- Bristol Type 200
- de Havilland DH.121
- Saab 37 Viggen
- Sud Aviation Super Caravelle
- Vickers VC10